# Jeff Shaara

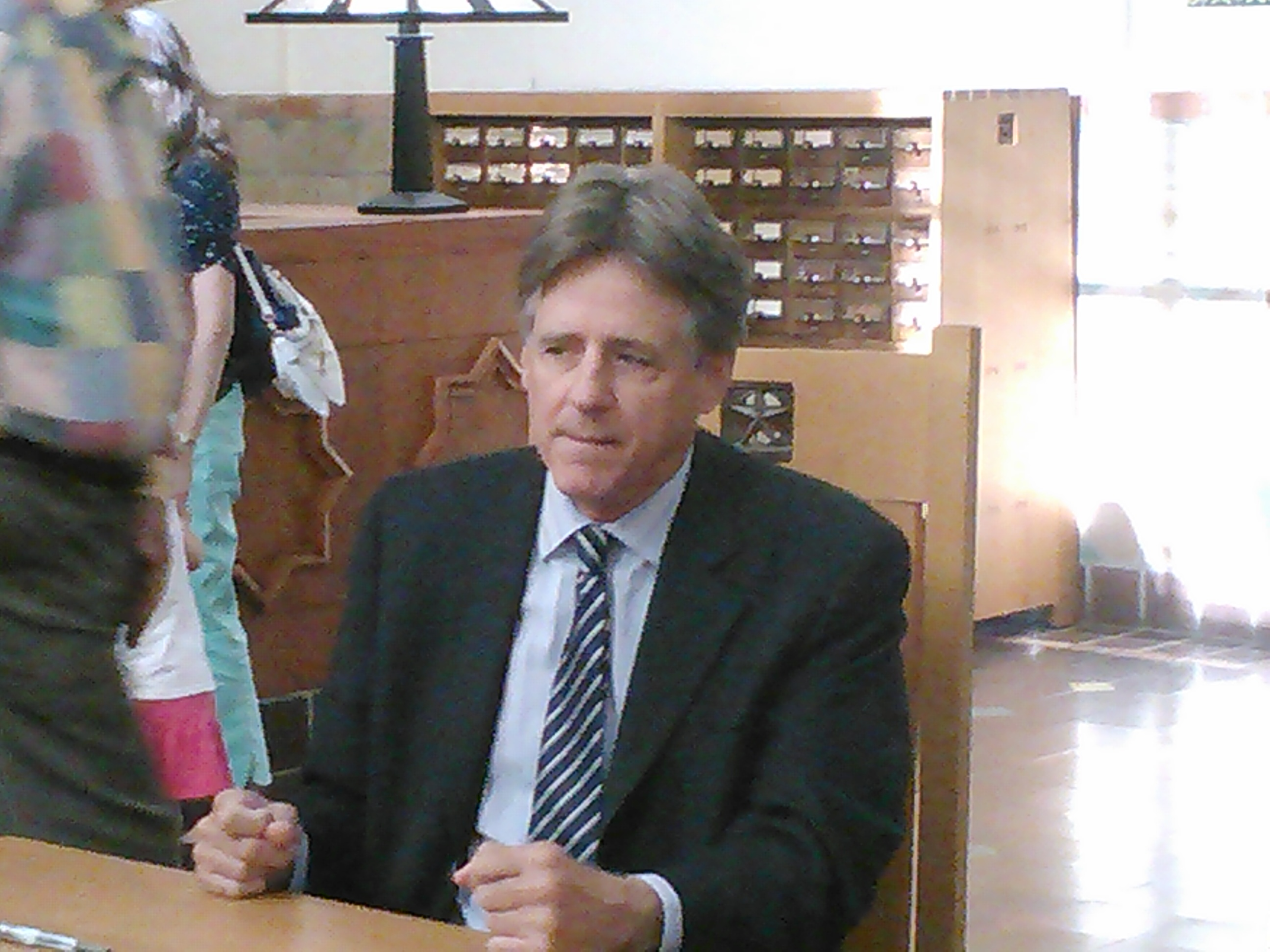
Jeff Shaara in 2014

Jeff Shaara (geboren 1952 in New Brunswick, New Jersey) is een Amerikaans schrijver.
Zijn ouders verhuisden vanuit Italië naar de Verenigde Staten. Jeff groeide op in Tallahassee, Florida en studeerde in 1974 af aan de Florida State University (criminologie).
Vanaf zijn 16de handelde hij in zeldzame munten, eerst als hobby, daarna professioneel. Hij zou uitgroeien tot een van de bekendste handelaren in Florida.
In 1988 stierf de vader van Jeff (de auteur Michael Shaara) en Jeff besloot daarna zijn muntenhandel op te geven.
In 1993 werd het boek The Killer Angels van Michael Shaara verfilmd onder de titel 'Gettysburg'. Jeff werd goede vrienden met de regisseur Ron Maxwell. The Killer Angels gaat over de grootste slag uit de Amerikaanse Burgeroorlog.
Nadat de film een enorm succes bleek, vroeg Ron Maxwell aan Jeff Shaara om het verhaal van zijn vader te continueren. Na er een poosje over nagedacht te hebben besloot Jeff om het te doen. Omdat hij totaal geen ervaring had als schrijver, zag hij het als een enorme uitdaging.
In 1996 kwam zijn eerste boek uit, Gods and Generals dat de jaren voor de Amerikaanse burgeroorlog tot aan de slag bij Gettysburg beschrijft. Jeff had ervoor gekozen om dezelfde stijl aan te houden als zijn vader om het een geheel te laten worden. Zo zijn er bijvoorbeeld geen hoofdstukken, maar richt een bepaald gedeelte zich op één persoon. 
Het boek werd een enorm succes en stond 15 weken op de nationale 'bestseller' lijst. Hij kreeg veel goede reacties.
Twee jaar later maakte hij het burgeroorlogverhaal af met The Last Full Measure dat de periode na Gettysburg tot aan de Zuidelijke overgave behandelt.
Ook dit boek werd een groot succes. Jeff Shaara heeft tot nu toe zes boeken geschreven, voornamelijk over de geschiedenis van de VS (revolutie, Mexicaanse oorlog en burgeroorlog). Zijn meest recente boek To the last man gaat over de Eerste Wereldoorlog.
- Bibliothèque nationale de France: cb155829308 (data)
- Gemeinsame Normdatei: 1089223412
- International Standard Name Identifier: 0000 0001 0998 3638
- Library of Congress Control Number: n95117883
- Nationale Bibliotheek van Tsjechië: mzk2005282612
- Nationale bibliotheek van Australië: 35557753
- Nationale Bibliotheek van Israël: 987007605068605171
- Système universitaire de documentation: 142922420
- Virtual International Authority File: 92752529
- WorldCat: E39PBJpJfrdTrgGh3QpJyCY9Dq